# Sara Sorribes Tormo

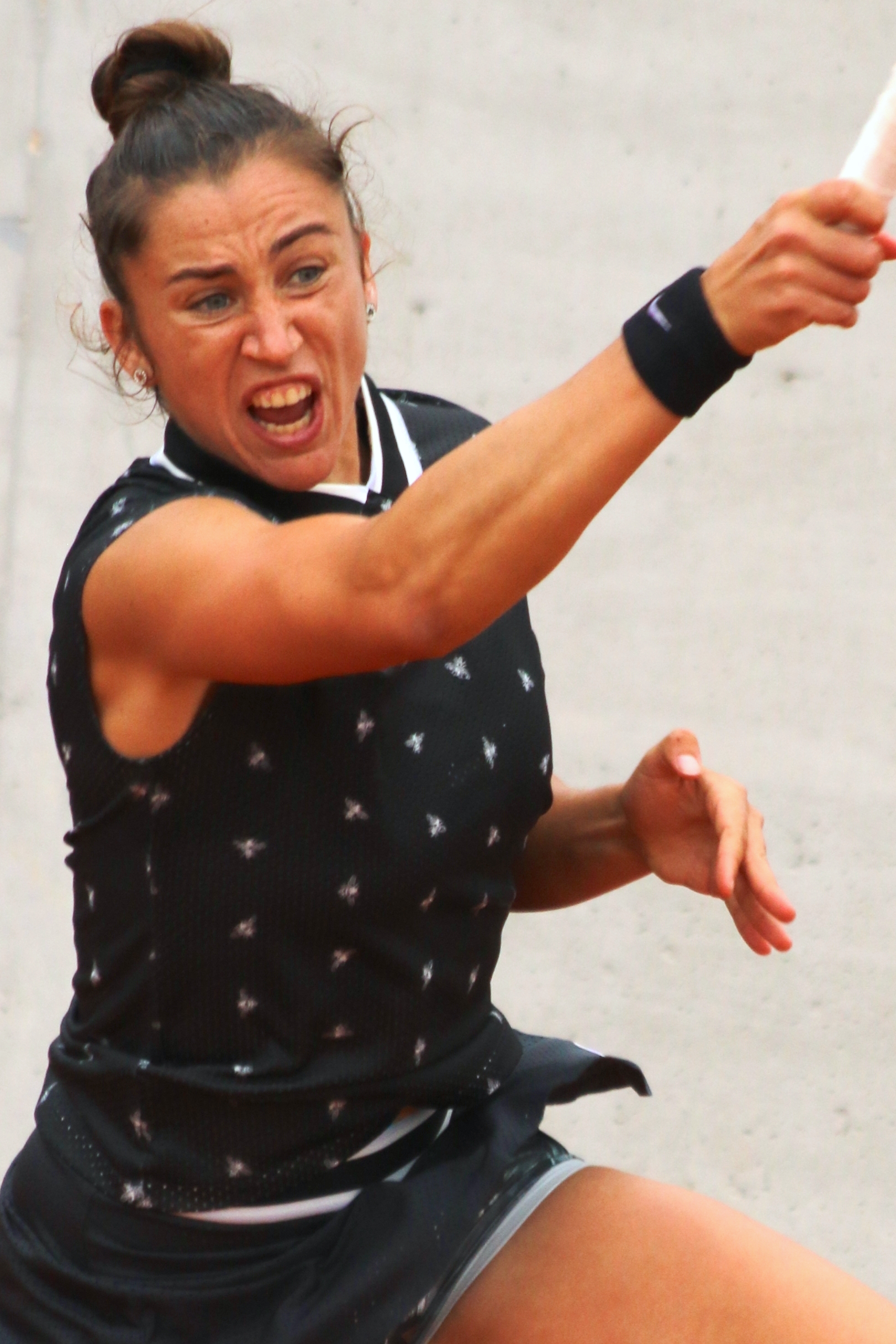
Roland Garros 2019

Sara Sorribes Tormo (Castellón, 8 oktober 1996) is een tennisspeelster uit Spanje. Sorribes Tormo begon op zesjarige leeftijd met tennis. Haar favoriete ondergrond is gravel. Zij speelt rechtshandig en heeft een tweehandige backhand. Zij is actief in het internationale tennis sinds 2010.

## Loopbaan
In 2015 speelde zij haar eerste wedstrijd voor Spanje in de Fed Cup. Ook kwalificeerde zij zich dat jaar op het Rio Open voor het eerst voor een WTA-toernooi.
In 2016 verwierf zij via het kwalificatietoernooi een plaats op het enkelspeltoernooi van Roland Garros.
Op 20 maart 2017 kwam zij binnen in de top 100 van de WTA-ranglijst.
In april 2018 won Sorribes Tormo haar eerste WTA-titel, op het dubbelspeltoernooi van Monterrey, samen met de Britse Naomi Broady.
In maart 2021 won Sorribes Tormo haar eerste WTA-enkelspeltitel, op het toernooi van Guadalajara – in de finale versloeg zij de Canadese Eugenie Bouchard. Na het bereiken van de kwartfinale op het WTA-toernooi van Miami kwam zij binnen op de top 50 van de wereldranglijst. Op de Olympische spelen in Tokio versloeg zij 's werelds nummer één Ashleigh Barty.
In augustus 2023 won Sorribes Tormo haar tweede WTA-enkelspeltitel, op het toernooi van Cleveland – in de finale versloeg zij Jekaterina Aleksandrova. In oktober pakte zij haar vijfde dubbelspeltitel op het WTA 1000-toernooi van Peking, samen met de Tsjechische Marie Bouzková.
In mei 2024 won zij, nu met landgenote Cristina Bucșa, het WTA 1000-toernooi van Madrid – hiermee steeg zij naar de mondiale top 20 van het dubbelspel.
In april 2025 won Sorribes Tormo met Bucșa haar zevende WTA-titel op het toernooi van Bogotá.
Haar beste resultaat op de grandslamtoernooien is het bereiken van de halve finale in het dubbelspel, op Wimbledon 2023, geflankeerd door de Tsjechische Marie Bouzková.

### Tennis in teamverband
In de periode 2015–2024 maakte Sorribes Tormo deel uit van het Spaanse Fed Cup-team – zij behaalde daar een winst/verlies-balans van 10–7.

## Posities op deWTA-ranglijst
Positie per einde seizoen:
| jaar | rang enkelspel | rang dubbelspel |
| ---- | -------------- | --------------- |
| 2011 | 1061           | –               |
| 2012 | 329            | 997             |
| 2013 | 329            | 997             |
| 2014 | 276            | 371             |
| 2015 | 164            | 1111            |
| 2016 | 107            | 267             |
| 2017 | 99             | 152             |
| 2018 | 87             | 84              |
| 2019 | 82             | 63              |
| 2020 | 66             | 52              |
| 2021 | 36             | 103             |
| 2022 | 66             | 38              |
| 2023 | 50             | 33              |
| 2024 | 106            | 46              |

## Resultaten grandslamtoernooien
| Legenda | Legenda                          |
| ------- | -------------------------------- |
| g.t.    | geen toernooi gehouden           |
| l.c.    | lagere categorie                 |
| –       | niet deelgenomen                 |
| G       | uitgeschakeld in de groepsfase   |
| 1R      | uitgeschakeld in de eerste ronde |
| 2R      | uitgeschakeld in de tweede ronde |
| 3R      | uitgeschakeld in de derde ronde  |
| 4R      | uitgeschakeld in de vierde ronde |
| KF      | uitgeschakeld in de kwartfinale  |
| HF      | uitgeschakeld in de halve finale |
| F       | de finale verloren               |
| W       | het toernooi gewonnen            |
| w-v     | winst/verlies-balans             |

### Enkelspel
| toernooi        | 2016 | 2017 | 2018 | 2019 | 2020 | 2021 | 2022 | 2023 | 2024 |
| --------------- | ---- | ---- | ---- | ---- | ---- | ---- | ---- | ---- | ---- |
| Australian Open | –    | 1R   | –    | 1R   | 2R   | 1R   | 2R   | –    | 1R   |
| Roland Garros   | 1R   | 1R   | –    | 2R   | 1R   | 1R   | –    | 4R   | 1R   |
| Wimbledon       | –    | 1R   | 2R   | 1R   | g.t. | 2R   | 2R   | 2R   | 1R   |
| US Open         | –    | 1R   | 1R   | 1R   | 2R   | 3R   | 1R   | 2R   | 2R   |

### Vrouwendubbelspel
| toernooi        | 2017 | 2018 | 2019 | 2020 | 2021 | 2022 | 2023 | 2024 | 2025 |
| --------------- | ---- | ---- | ---- | ---- | ---- | ---- | ---- | ---- | ---- |
| Australian Open | –    | –    | –    | 2R   | 1R   | KF   | –    | 1R   | KF   |
| Roland Garros   | –    | 3R   | 2R   | –    | 1R   | –    | KF   | 2R   |      |
| Wimbledon       | –    | 1R   | –    | g.t. | 2R   | 3R   | HF   | 2R   |      |
| US Open         | 3R   | 1R   | 3R   | 1R   | –    | KF   | 1R   | 3R   |      |

## Palmares
| Legenda                 |
| ----------------------- |
| Grandslamtoernooi       |
| Olympische Spelen       |
| Year-End Championships  |
| Premier Mandatory       |
| Premier Five / WTA 1000 |
| Premier / WTA 500       |
| International / WTA 250 |
| Challenger / WTA 125    |

### Overwinningen op een regerend nummer 1
Sorribes Tormo heeft tot op heden éénmaal een partij tegen een op dat ogenblik heersend leider van de wereldranglijst gewonnen (peildatum 25 juli 2021):
| nr. | datum      | toernooi                | ronde        | tegenstandster | score    |         |
| --- | ---------- | ----------------------- | ------------ | -------------- | -------- | ------- |
| 1.  | 2021-07-25 | Olympische spelen Tokio | eerste ronde | Ashleigh Barty | 6-4, 6-3 | details |

### WTA-finaleplaatsen enkelspel
| nr.              | finale     | toernooi        | ondergrond | tegenstandster          | score         |         |
| ---------------- | ---------- | --------------- | ---------- | ----------------------- | ------------- | ------- |
| gewonnen finales |            |                 |            |                         |               |         |
| 1.               | 2021-03-13 | WTA Guadalajara | hardcourt  | Eugenie Bouchard        | 6-2, 7-5      | details |
| 2.               | 2023-08-26 | WTA Cleveland   | hardcourt  | Jekaterina Aleksandrova | 3-6, 6-4, 6-4 | details |
| verloren finales |            |                 |            |                         |               |         |
| 1.               | 2019-06-09 | WTA Bol         | gravel     | Tamara Zidanšek         | 5-7, 5-7      | details |

### WTA-finaleplaatsen vrouwendubbelspel
| nr.              | finale     | toernooi      | ondergrond    | partner                     | tegenstandsters                             | score            |         |
| ---------------- | ---------- | ------------- | ------------- | --------------------------- | ------------------------------------------- | ---------------- | ------- |
| gewonnen finales |            |               |               |                             |                                             |                  |         |
| 1.               | 2018-04-08 | WTA Monterrey | hardcourt     | Naomi Broady                | Desirae Krawczyk Giuliana Olmos             | 3-6, 6-4, [10-8] | details |
| 2.               | 2019-05-03 | WTA Rabat     | gravel        | María José Martínez Sánchez | Georgina García Pérez Oksana Kalasjnikova   | 7-5, 6-1         | details |
| 3.               | 2019-12-22 | WTA Limoges   | hardcourt (i) | Georgina García Pérez       | Jekaterina Aleksandrova Oksana Kalasjnikova | 6-2, 7-6         | details |
| 4.               | 2022-04-24 | WTA Istanbul  | gravel        | Marie Bouzková              | Natela Dzalamidze Kamilla Rachimova         | 6-3, 6-4         | details |
| 5.               | 2023-10-08 | WTA Peking    | hardcourt     | Marie Bouzková              | Chan Hao-ching Giuliana Olmos               | 3-6, 6-0, [10-4] | details |
| 6.               | 2024-05-05 | WTA Madrid    | gravel        | Cristina Bucșa              | Barbora Krejčíková Laura Siegemund          | 6-0, 6-2         | details |
| 7.               | 2025-04-06 | WTA Bogotá    | gravel        | Cristina Bucșa              | Irina Maria Bara Laura Pigossi              | 5-7, 6-2, [10-5] | details |
| verloren finales |            |               |               |                             |                                             |                  |         |
| 1.               | 2019-06-23 | WTA Mallorca  | gras          | María José Martínez Sánchez | Kirsten Flipkens Johanna Larsson            | 2-6, 4-6         | details |